# Aberto de São Paulo 2006
L'Aberto de São Paulo 2006 è stato un torneo di tennis facente parte della categoria ATP Challenger Series nell'ambito dell'ATP Challenger Series 2006. Il torneo si è giocato a San Paolo in Brasile dal 2 all'8 gennaio 2006 su campi in cemento.

## Vincitori

### Singolare
Flávio Saretta ha battuto in finale  Thiago Alves con il punteggio di 7–6(2), 6–3

### Doppio
Thiago Alves /  Flávio Saretta hanno battuto in finale  Lucas Engel /  André Ghem con il punteggio di 7–6(10), 6–3